# Fontaine-le-Bourg
Fontaine-le-Bourg és un municipi francès situat al departament del Sena Marítim i a la regió de Normandia. L'any 2007 tenia 1.453 habitants.

## Demografia

### Població
El 2007 la població de fet de Fontaine-le-Bourg era de 1.453 persones. Hi havia 566 famílies de les quals 107 eren unipersonals (45 homes vivint sols i 62 dones vivint soles), 185 parelles sense fills, 217 parelles amb fills i 57 famílies monoparentals amb fills.
La població ha evolucionat segons el següent gràfic:
Habitants censats

### Habitatges
El 2007 hi havia 592 habitatges, 569 eren l'habitatge principal de la família, 6 eren segones residències i 17 estaven desocupats. 537 eren cases i 53 eren apartaments. Dels 569 habitatges principals, 425 estaven ocupats pels seus propietaris, 137 estaven llogats i ocupats pels llogaters i 7 estaven cedits a títol gratuït; 1 tenia una cambra, 17 en tenien dues, 67 en tenien tres, 156 en tenien quatre i 328 en tenien cinc o més. 445 habitatges disposaven pel capbaix d'una plaça de pàrquing. A 232 habitatges hi havia un automòbil i a 300 n'hi havia dos o més.

### Piràmide de població
La piràmide de població per edats i sexe el 2009 era:
| Homes | Edats   | Dones |
| ----- | ------- | ----- |
| 0     | 95 o +  | 0     |
| 4     | 90 a 94 | 0     |
| 8     | 85 a 89 | 12    |
| 8     | 80 a 84 | 4     |
| 16    | 75 a 79 | 12    |
| 12    | 70 a 74 | 16    |
| 36    | 65 a 69 | 20    |
| 20    | 60 a 64 | 36    |
| 48    | 55 a 59 | 36    |
| 64    | 50 a 54 | 72    |
| 72    | 45 a 49 | 44    |
| 60    | 40 a 44 | 88    |
| 52    | 35 a 39 | 48    |
| 52    | 30 a 34 | 68    |
| 68    | 25 a 29 | 48    |
| 32    | 20 a 24 | 32    |
| 48    | 15 a 19 | 80    |
| 48    | 10 a 14 | 44    |
| 48    | 5 a 9   | 64    |
| 48    | 0 a 4   | 16    |

## Economia
El 2007 la població en edat de treballar era de 974 persones, 747 eren actives i 227 eren inactives. De les 747 persones actives 698 estaven ocupades (366 homes i 332 dones) i 49 estaven aturades (23 homes i 26 dones). De les 227 persones inactives 108 estaven jubilades, 55 estaven estudiant i 64 estaven classificades com a «altres inactius».

### Ingressos
El 2009 a Fontaine-le-Bourg hi havia 552 unitats fiscals que integraven 1.408 persones, la mediana anual d'ingressos fiscals per persona era de 19.161 €.

### Activitats econòmiques
Dels 47 establiments que hi havia el 2007, 1 era d'una empresa alimentària, 1 d'una empresa de fabricació de material elèctric, 2 d'empreses de fabricació d'altres productes industrials, 9 d'empreses de construcció, 8 d'empreses de comerç i reparació d'automòbils, 2 d'empreses de transport, 5 d'empreses d'hostatgeria i restauració, 1 d'una empresa immobiliària, 10 d'empreses de serveis, 3 d'entitats de l'administració pública i 5 d'empreses classificades com a «altres activitats de serveis».
Dels 14 establiments de servei als particulars que hi havia el 2009, 1 era una oficina de correu, 1 funerària, 1 guixaire pintor, 3 fusteries, 3 lampisteries, 1 empresa de construcció, 3 perruqueries i 1 agència immobiliària.
Dels 3 establiments comercials que hi havia el 2009, 1 era una gran superfície de material de bricolatge, 1 una botiga de menys de 120 m² i 1 una fleca.
L'any 2000 a Fontaine-le-Bourg hi havia 19 explotacions agrícoles que ocupaven un total de 536 hectàrees.

## Equipaments sanitaris i escolars
L'únic equipament sanitari que hi havia el 2009 era una farmàcia.
El 2009 hi havia 1 escola maternal i 1 escola elemental.

## Poblacions més properes
El següent diagrama mostra les poblacions més properes.